# اسون هوگلوند
اسون هوگلوند (انگلیسی: Sven Höglund; ۲۳ اکتبر ۱۹۱۰ – ۲۱ اوت ۱۹۹۵) دوچرخه‌سوار اهل سوئد بود.
وی در مسابقات کشوری و بین‌المللی در مجموع برندهٔ ۱ مدال برنز شده‌است.